# Everlasting Luv/BAMBINO ～小孩～
《Everlasting Luv／BAMBINO ～小孩～》（日語：Everlasting Luv／BAMBINO ～バンビーノ～）为BREAKERZ的第五张单曲。2009年4月8日发售。

## 概要
- 初回盘A收录了《Everlasting Luv》的PV，初回盘B收录了《BAMBINO ～小孩～》的PV。
- 4月7日公布的单曲当天公信榜排榜，自身第一次获得第一位。
- 到目前为止取得的最高位为，2008年9月发售的《世界在跳跃/灼热》和2009年2月18日发售的《GRAND FINALE》的第六位，本单曲初登场获得第二位，第一次进入TOP3。
- 今作的发售日和DAIGO的生日是同一天。

## 收录歌曲
1. Everlasting Luv（3:47）
  - 作詞: DAIGO / 作曲: DAIGO & SHINPEI / 編曲：BREAKERZ
  - 读卖电视台制作・日本电视台动画《名侦探柯南》片头曲

惊心的摇滚乐曲。以SHINPEI为原型，此曲DAIGO用加入了Mero的手法制作的。歌词沿用了动画的内容。
2. BAMBINO ～バンビーノ～（3:28）
  - 作詞: DAIGO  / 作曲: SHINPEI / 編曲：BREAKERZ / 笛子编曲：野村裕之・BREAKERZ
  - DARIYA株式会社《パルティ》CM歌曲。

此曲加入了笛子的部分，为拉丁摇滚歌曲。以酒吧为舞台的性感内容。。
3. ナンゼンカイ…ナンマンカイ… ～Acoustic Version～（4:59）
  - 作詞・作曲: AKIHIDE / 編曲: 藤崎昌弘 & BREAKERZ

第二张专辑《CRASH & BUILD》收录曲的Acoustic Version。

## 参加音乐人
- Ikuo – 贝斯
- 永井利光 – 鼓
- 野村裕幸 – 小号（#2）
- 小林太 – 长号（#2）

## 收录专辑
- FIGHTERZ（#1,2）
- B.R.Z ACOUSTIC（#3）
- THE BEST OF DETECTIVE CONAN 4 ～名探偵コナン テーマ曲集4～（#1）

| 动画《名侦探柯南》片头曲 2009年3月23日 - 2009年9月12日 |                              |                          |
| 前作: 倉木麻衣 《Revive》                              | BREAKERZ 《Everlasting Luv》 | 次作: 愛内里菜 《MAGIC》 |